# Хесан
Хеса́н — місто на півночі КНДР, адміністративний центр провінції Янгандо. Населення 110 000 чоловік (2000).
Текстильна, деревообробна, машинобудівна промисловість. Поблизу — родовища вугілля і залізної руди.

## Клімат
Місто розташоване у зоні, котра характеризується субарктичним кліматом. Найтепліший місяць — липень із середньою температурою 20 °C (68 °F). Найхолодніший місяць — січень, із середньою температурою -16.1 °С (3 °F).
| Клімат Хесана           | Клімат Хесана | Клімат Хесана | Клімат Хесана | Клімат Хесана | Клімат Хесана | Клімат Хесана | Клімат Хесана | Клімат Хесана | Клімат Хесана | Клімат Хесана | Клімат Хесана | Клімат Хесана | Клімат Хесана |
| Показник                | Січ.          | Лют.          | Бер.          | Квіт.         | Трав.         | Черв.         | Лип.          | Серп.         | Вер.          | Жовт.         | Лист.         | Груд.         | Рік           |
| Середня температура, °C | −16           | −12           | −3            | 5             | 12            | 16            | 20            | 19            | 12            | 5             | −4            | −14           | 3             |
| Норма опадів, мм        | 9             | 10            | 19            | 42            | 61            | 115           | 152           | 152           | 69            | 27            | 21            | 12            | 686           |
| ----------------------- | ------------- | ------------- | ------------- | ------------- | ------------- | ------------- | ------------- | ------------- | ------------- | ------------- | ------------- | ------------- | ------------- |
| Джерело: Weatherbase    |               |               |               |               |               |               |               |               |               |               |               |               |               |